# Kenneth Hitchcock
Pour les articles homonymes, voir Hitchcock (homonymie).
Temple de la renommée : 2023
Kenneth S. Hitchcock, dit Ken Hitchcock, (né le 17 décembre 1951 à Edmonton en Alberta au Canada) est un entraineur canadien de hockey sur glace.

## Biographie
Hitchcock commence sa carrière d'entraineur dans la LHOu avec les Blazers de Kamloops. En 1990, il devient entraineur-adjoint des Flyers de Philadelphie dans la LNH, il y reste trois ans avant d'aller dans la LIH avec les Wings de Kalamazoo et les K-Wings du Michigan. Durant la saison 1995-1996 de la LNH, alors qu'il entraîne les K-Wings, il remplace Bob Gainey comme entraîneur des Stars de Dallas. Lors de la saison 2001-2002, il est renvoyé et remplacé par Rick Wilson, il entraîne cependant l'équipe du Canada lors des Jeux olympiques et du championnat du monde de cette année. Le 14 mai 2002, il est engagé comme entraîneur-chef par l'équipe avec laquelle il avait fait ses classes, les Flyers ; il est renvoyé le 22 octobre 2006. Il est ensuite entraîneur des Blue Jackets de Columbus puis des Blues de Saint-Louis en plus d'entraîner la sélection canadienne à plusieurs reprises.
Au début de la saison 2017-2018, il redevient l’entraîneur chef des Stars, équipe avec laquelle il avait gagné la Coupe Stanley en 1999. 
Le 13 avril 2018, il annonce qu'il prend sa retraite après 22 ans de carrière d'entraîneur.
Il sort de sa retraite le 20 novembre 2018 pour diriger les Oilers d'Edmonton, qu'il quitte finalement en mai 2019, non reconduit sans ses fonctions.